# Ingrid Daubechies
Ingrid Daubechies (Houthalen, Bélgica, 17 de agosto de 1954) es una matemática y física belga. Ha realizado importantes aportaciones en el campo de las ondículas en imágenes. En 2020 recibió el Premio Princesa de Asturias de Investigación. En 2023 le conceden el premio Wolf en matemáticas, y es la primera mujer que lo ha recibido.

## Biografía
Ingrid Daubechies nació en Houthalen (Bélgica). Estudió física en la Vrije Universiteit Brussel (la universidad de Bruselas en lengua flamenca), en la que también se doctoró en física teórica en 1980 y estuvo investigando hasta 1987. Ese año se trasladó a Estados Unidos con su marido, el también matemático Robert Calderbank, recién casados. Daubechies trabajó en los Laboratorios Bell de Nueva Jersey y en varias universidades estadounidenses. En 1993 se convirtió en profesora de matemática computacional en la Universidad de Princeton hasta 2011, cuando trasladó a la Universidad Duke como catedrática de matemáticas.
En 2012, el rey Alberto II de Bélgica la concedió el título de Baronesa en reconocimiento de su trayectoria profesional.
Es miembro de numerosas instituciones. Fue la primera mujer matemática en presidir la Unión Matemática Internacional (desde 2011). En 1993 fue admitida en la Academia Estadounidense de las Artes y las Ciencias, en 1998 en la Academia Nacional de Ciencias de Estados Unidos y en 2012 en la Sociedad Estadounidense de Matemática. Además, ha sido invitada a participar en numerosas ocasiones en el Congreso Internacional de Matemáticas.
Daubechies ha recibido numerosos premios, entre ellos destacan el Premio Nemmers en Matemáticas de 2012 y el Premio Fundación BBVA Fronteras del Conocimiento en Ciencias Básicas 2012 junto a David Mumford.
En 2020 fue reconocida, junto a Emmanuel Candès, Yves Meyer y Terence Tao, con el Premio Princesa de Asturias de Investigación Científica y Técnica por «haber realizado contribuciones pioneras y trascendentales a las teorías y técnicas modernas del procesamiento matemático de datos y señales».
En 2023 recibió el Premio Wolf en Matemáticas, por sus investigaciones sobre ondículas y análisis armónico aplicado. Daubechies es la primera mujer que ha recibido este reconocimiento.

## Obra científicas. Las ondículas
Ingrid Daubechies ha trabajado en el campo de las ondículas, herramientas que permiten el análisis de señales para entregar información temporal y frecuencial de manera casi simultánea. En 1988, Daubechies propuso la ondícula ortogonal con soporte compacto (conocida como ondícula Daubechies), y en 1992 la ondícula biortogonal, también conocida como ondícula CDF (Cohen-Daubechies-Feauveau), empleada para el formato de compresión de imágenes JPEG 2000.
Estas herramientas matemáticas permiten el avance e investigación tanto en matemática teórica como aplicada, pues sirve en la demostración tanto de teoremas como en el desarrollo de las telecomunicaciones, tanto en audio como vídeo, y hasta el ámbito biosanitario, con transmisión de datos de imágenes sanitarias.